# Les Trois Mousquetaires (téléfilm, 1959)
Pour les articles homonymes, voir Les Trois Mousquetaires (homonymie).
Pour plus de détails, voir Fiche technique et Distribution.
Les Trois Mousquetaires est un téléfilm français réalisé par Claude Barma et diffusé en partie en direct le 25 décembre 1959 sur la RTF.

## Synopsis
M. de Tréville, mécontent que ses mousquetaires Athos, Porthos et Aramis se soient encore battu avec les hommes du cardinal, les convoque pour les sermonner. Le jeune D’Artagnan profite de la situation pour demander d’être sous les ordres de M. de Tréville mais il lui annonce qu'on lui a dérobé sa lettre de recommandation. En effet, montant un cheval jaune ou bouton d'or, il a provoqué le comte de Rochefort en duel à Meung, qui a préféré lui donner le bâton par ses valets. Pressé, le comte s’entretenait avec Milady de Winter. Sortant de son entrevue avec M. de Tréville, D’Artagnan bouscule et se chamaille avec chacun des trois mousquetaires, ce qui lui vaut un duel avec chacun d'eux au Luxembourg. Sur le lieu de leur affrontement, les quatre hommes sont surpris par les gardes du cardinal et pactisent alors pour les combattre sous le cri de « Tous pour un, un pour tous ». Les gardes sont accompagnés de Lord de Winter, le beau-frère de Milady, qui combat à leur côté contre D’Artagnan. Mais finalement, les deux hommes fraternisent et le Lord invite le Gascon chez sa sœur qui tombe sous son charme. Pendant ce temps, le cardinal, Milady et le comte de Rochefort complotent contre la reine car le duc de Buckingham est à Paris…

## Fiche technique
- Mise en scène et réalisation : Claude Barma
- Adaptation : Claude Barma et Pierre Nivollet
- D'après la pièce de théâtre d'Alexandre Dumas avec la collaboration d'Auguste Maquet
- Assistants-réalisateurs : Pierre Nivollet, Maurice Château, Antoine Hirsch, Bernard Deflandre, Nat Lilenstein, Maurice Conrad
- Montage : Andrée Feix
- Photographie : Jacques Lemare, Georges Leclerc
- Décors : Paul Pélisson assisté de Michel Hénique
- Costumes : Christiane Coste
- Chef ensemblier : Georges Furbeyre
- Ensemblier : Jacques Dayot
- Musique : Jean Marion
- Orchestre Radio-symphonique avec les cœurs de Louis Wolleman
- Duels réglés par le Maître : André Gardère
- Cascadeur : Bernard Chevreuil
- Format : Noir et blanc

## Distribution
- Jean-Paul Belmondo : D'Artagnan
- Gaby Sylvia : Milady de Winter
- Jean Chevrier : Athos
- Hubert Noël  : Aramis
- Daniel Sorano du TNP : Porthos
- Marie-Blanche Vergne : Constance Bonacieux
- Robert Hirsch de la Comédie-Française : Planchet
- Pierre Asso  : le Cardinal de Richelieu
- Robert Porte : le Comte de Rochefort
- Claude Nollier  : Anne d'Autriche
- Georges Lannes  : Louis XIII
- Bernard Dhéran de la Comédie-Française : le Duc de Buckingham
- Georges Descrières de la Comédie-Française : Lord de Winter
- Michel Galabru  : M. Bonacieux
- Edmond Beauchamp DU TNP : Monsieur de Tréville
- Jean-Paul Thomas  : John Felton
- Simone Vannier : Ketty
- Pierre Gallon  : Jussac
- Jacques Ciron  : Boistracy
- Pierre Mirat  : le colporteur
- Jacques Harden  : le capitaine
- Gaston Rey  : Van Die Pen Beck
- Hélène Roussel  : Jeanne
- Marianne Girard  : Madame de Lannoy
- Jean Duplan : Monsieur de La Porte
- Bernard Cara : Mr. Webster
- Henri Piégay : Cahuzac
- Jean-Claude Arnaud : le premier secrétaire
- Jean-Daniel Ehrmann : le second secrétaire
- Bernard Musson : le greffier
- Mario Pilar : l'exempt
- Bruno Balp : l'aubergiste
- Jean Barrez : l'homme noir
- Pierre Réal : une sentinelle
- Georges Aubert : l'huissier
- René Alone : le bourreau de Béthune
- Margo Lion : la Mère supérieure
- Geneviève Bray : une religieuse

## Commentaires
Jean-Paul Belmondo, alors totalement inconnu (À bout de souffle et Classe tous risques, déjà tournés, n'étaient pas encore sortis) y interprétait le rôle de d'Artagnan. Ce fut sa seule expérience à la télévision avant 2001, le comédien gardant un mauvais souvenir des cadences imposées aux acteurs lors du tournage en direct.